# Masse freinée
 (août 2014).
Si vous disposez d'ouvrages ou d'articles de référence ou si vous connaissez des sites web de qualité traitant du thème abordé ici, merci de compléter l'article en donnant les références utiles à sa vérifiabilité et en les liant à la section « Notes et références ».
Pour les articles homonymes, voir Masse (homonymie).
La masse freinée (aussi appelée poids-frein) est une mesure employée dans le domaine ferroviaire permettant d'évaluer les capacités de freinage d'un convoi, et ainsi de déterminer la vitesse maximale à laquelle il peut circuler. Elle s'exprime en tonnes-stop (TS) ou parfois en tonnes-frein, ou, si le contexte le précise, simplement en tonnes.

## Définition
La masse freinée d'un véhicule est égale à sa masse si, lancé à 100 km/h, il est capable de s'arrêter sur une distance de 480 mètres, sur une voie rectiligne et en palier (horizontale). Cette distance correspond à une décélération moyenne de 0,8 m/s2 et une durée légèrement inférieure à 35 s. Donc si cette durée est double, on conviendra que la masse freinée est de 50% de la masse remorquée et, en généralisant, le rapport inverse.

## Calcul de la vitesse maximale
On commence par calculer le pourcentage de freinage, c'est-à-dire le rapport de la masse sur la masse freinée ; ensuite, on utilise un barème permettant de faire correspondre une vitesse à un pourcentage de freinage minimal. Cette correspondance est spécifique à chaque réseau, voire différente pour des types de trains différents (marchandises, voyageurs, ...) sur un même réseau, ce qui explique qu'un même train peut voir sa vitesse maximale autorisée augmenter ou diminuer en passant d'un réseau à un autre. Ces différences dépendent principalement de la façon dont la signalisation est réalisée (la distance entre un signal annonçant une mission et l'endroit où elle doit être réalisée). De plus, pour les rames tractées, parfois la masse et/ou la masse freinée de la locomotive sont prises en compte, et parfois elles sont négligées.
Lorsque l'isolement du frein d'un véhicule est nécessaire (à la suite d'une avarie, telle un calage de freins), une nouvelle vitesse maximale devra être calculée puisque l'effort de freinage sera réduit ; pour ce faire, on déduira la masse freinée du véhicule incriminé de la masse freinée totale du convoi, et on procédera ensuite comme précédemment.